# 勒內·倫納德
勒內·倫納德（法語：René Léonard，1889年6月23日—1965年8月15日）是一名法國賽車手，他與安德烈·拉加什一起在1923年贏得第一屆利曼24小時耐力賽。

## 職業生涯
倫納德和拉加什都是Chenard et Walcker汽車公司的工程師，他們被選中駕駛參加耐力賽的三輛車中的一輛。他們的「Sport」車型以四圈的優勢擊敗了另一家Chenard et Walcker公司。在接下來的兩年裡他們一起駕駛，但兩次都沒有完賽。
倫納德為Chenard et Walcker參賽，在1924年贏得比賽。1925年，他和拉加什一起贏得第二屆斯帕24小時耐力賽冠軍，兩人還在1926年獲得季軍。1926年，倫納德贏得Gran Premio de Turismo比賽冠軍，這是一場在西班牙吉普斯夸省的拉薩爾特賽道舉行的12小時房車賽事。
1926年賽季結束後，Chenard et Walcker退出了比賽。然而在1932年，人們看到倫納德駕駛著他們的一輛車參加利雪爬坡賽和在斯特拉斯堡舉行的一公里比賽。同年，他搬到聖格拉蒂安，以靠近公司的工廠。在1937年勒芒24小时耐力赛中，他管理著一支由Benoît Falchetto擁有、伊夫·吉羅-卡邦圖負責的Chenard-Walckers私人車隊。

## 比賽紀錄

### 利曼24小時耐力賽完整成績
| 年份 | 車隊                | 共同駕駛人    | 車種                               | 場數 | 圈數 | 整體排名     | 場次排名     |
| ---- | ------------------- | ------------- | ---------------------------------- | ---- | ---- | ------------ | ------------ |
| 1923 | Chenard-Walcker車隊 | 安德烈·拉加什 | Chenard-Walcker Type U3 15CV Sport | 3.0  | 128  | 冠軍         | 冠軍         |
| 1924 | Chenard-Walcker車隊 | 安德烈·拉加什 | Chenard-Walcker Type U 22CV Sport  | 5.0  | 26   | DNF (Fire)   | DNF (Fire)   |
| 1925 | Chenard-Walcker車隊 | 安德烈·拉加什 | Chenard-Walcker Type U 22CV Sport  | 5.0  | 90   | DNF (Engine) | DNF (Engine) |

## 外部連結
- 勒內·倫納德 （页面存档备份，存于）在racingsportscars.com的簡介